# Aquilla (Texas)
Aquilla város az USA Texas államában, Hill megyében. Lakosainak száma 101 fő (2020. április 1.).

## Népesség
A település népességének változása:
| Lakosok száma | 136  | 109  | 101  |
|               | 2000 | 2010 | 2020 |